# Мескуоки-Сеттлмент
Мескуоки-Сеттлмент (англ. Meskwaki Settlement) — индейская резервация фоксов и сауков, расположенная в центральной части штата Айова, США. Является одной из двух резерваций этих народов, вторая — Сак-энд-Фокс.

## История
В результате двух войн, в которых фоксы воевали против Новой Франции и её союзников, а также занесённых европейцами инфекционных заболеваний, население народа существенно сократилось. Исторически фоксы были тесно связаны с сауками. В первые десятилетия XIX века оба этих народа были вынуждены уступить свои земли в Айове и близлежащих районах и переселиться к западу от реки Миссури, кульминацией чего стал договор 1842 года.
Некоторые индейцы, большинство которых составляли фоксы, сопротивлялись переселению и остались в Айове, но они не могли купить землю, поскольку по закону штата не считались гражданами. В 1856 году законодательное собрание штата Айова приняло закон, разрешающий фоксам проживать в округе Тама, и в следующем году они стали приобретать землю, а губернатор штата выступил в качестве законного попечителя. В 1896 году штат Айова уступил федеральному правительству свою юрисдикцию над территорией фоксов и сауков.

## География
Резервация расположена на Среднем Западе США в штате Айова в округе Тейма. Всего в округе Тейма племени принадлежит более 35 км² земли, но не вся территория имеет статус федеральной резервации. Общая площадь резервации, включая трастовые земли (0,947 км²), составляет 26,777 км², её административным центром является город Тейма.

## Демография
По данным федеральной переписи населения 2010 года, в резервации проживало 1 062 человека. Согласно федеральной переписи населения 2020 года в резервации проживало 1 142 человека, насчитывалось 272 домашних хозяйства и 345 жилых домов. Средний доход на одно домашнее хозяйство в индейской резервации составлял 45 714 долларов США. Около 17,7 % всего населения находились за чертой бедности, в том числе 30,2 % среди тех, кому ещё не исполнилось 18 лет, и 6,2 % старше 65 лет.
Расовый состав распределился следующим образом: белые — 33 чел., афроамериканцы — 2 чел., коренные американцы (индейцы США) — 981 чел. (85,9 %), азиаты — 3 чел., океанийцы — 0 чел., представители других рас — 3 чел., представители двух или более рас — 120 человек; испаноязычные или латиноамериканцы любой расы составили 100 человек. Плотность населения составляла 42,65 чел./км². Среди коренных американцев большинство (более 84 %) составляют фоксы (месквоки).

## Комментарии
1. ↑  Сам город не входит в состав резервации, а является лишь штаб-квартирой племени.